# Milledgeville (Tennessee)
Milledgeville è un comune degli Stati Uniti d'America, situato nello Stato del Tennessee, diviso tra la Contea di McNairy, la Contea di Chester e la Contea di Hardin.